# Platyura selecta
Platyura selecta är en tvåvingeart som först beskrevs av Johannes Winnertz 1863.  Platyura selecta ingår i släktet Platyura och familjen platthornsmyggor. Inga underarter finns listade i Catalogue of Life.